# گردان‌های قدس
گردان‌های قدس (به عربی: سرايا القدس) شاخهٔ نظامی جهاد اسلامی فلسطین است.
گردان‌های قدس را در سال ۱۹۸۱ م. فتحی شقاقی و عبد العزیز عوده در غزه بنیاد نهادند و در کرانهٔ باختری رود اردن و نوار غزه به ویژه در شهر جنین فعالیت می‌کردند. عملیات گسترده در برابر زیرساخت‌های آن توسط ارتش اسرائیل به خسارت‌های جدی به این گروه شد و به نظر می‌رسید که تا سال ۲۰۰۴ م. در آن منطقه ضعیف شده است.
در ۱ مارس ۲۰۰۶ م. ابو الولید دحدوح یکی از فرماندهان شاخهٔ نظامی جهاد، در حالی که از کنار وزارت دارایی فلسطین می‌گذشت، با بمب یا موشک مورد هدف قرار گرفت. در ۳۰ اوت ۲۰۰۶ نیز حسام جرادات فرمانده گردان‌های قدس در کرانهٔ باختری، به دست نیروهای مخفی ارتش اسرائیل در شهر جنین کشته شد.
اما در نوار غزه، گردان‌های قدس همچنان به جنگ با نظامیان ادامه می‌دهند.